# Ата-Бойла
Ата-Бойла (д/н — після 766) — останній володар Тюргеського каганату в 759—766 роках.

## Життєпис
Відомості про нього обмежені. З 756 року боровся проти кагана Тенгрі-Елміша, якого здолав до 759 року. Тоді ж дістав визнання від танського імператора Су-цзуна.
Визнав зверхність Уйгурського каганату. Ймовірно, вів постійні війни з карлуками, але 766 року зазнав остаточної поразки й утік до Карашару. Тюргеський каганат припинив існування.